# Leucoma impressas
Leucoma impressas är en fjärilsart som beskrevs av Pieter Cornelius Tobias Snellen 1877. Leucoma impressas ingår i släktet Leucoma och familjen tofsspinnare. Inga underarter finns listade i Catalogue of Life.